# Голуб Роман Миронович
Роман Миронович Голуб (1997—2023) — український військовослужбовець, молодший сержант Національної гвардії України, учасник російсько-української війни, який відзначився і загинув під час відбиття російського вторгнення в Україну. Герой України (2025, посмертно).

## Життєпис
Народився 11 лютого 1997 року. Навчався у ліцеї № 21 імені Євгена Коновальця м. Івано-Франківськ.
З перших днів повномасштабного російського вторгнення долучився до ДФТГ «Свобода», згодом перетворене у батальйон «Свобода» 4-ї бригади оперативного призначення Національної гвардії України. Брав участь у бойових діях поблизу Ірпеня. 
Пізніше у боях за Сіверськодонецьк, Зайцеве та Бахмут. Виходячи зі села Воронове після тяжкого бою з уламком в руці, він тягнув NLAW, щоб той не дістався ворогу .
Неодноразово діставав поранення і контузії, але щоразу повертався у стрій, до побратимів.
Загинув 30 грудня 2023 року від кулі снайпера .
13 червня 2025 року Президент України Володимир Зеленський передав ордени «Золота Зірка» рідним загиблих Героїв, які удостоєні цього звання посмертно, серед яких Роман Голуб. Під час заходу повідомлялося, що молодший сержант Голуб «пострілом із ручного гранатомета ліквідував БМП з екіпажем та чотирьох окупантів, пострілами з автомата – БМП та боєкомплект ворога. Разом із побратимами виявив і знищив 32 гранатомети, понад 80 артилерійських снарядів, два протитанкові «Фаготи», 18 ВОГів та інші боєприпаси. Попри поранення прикрив відхід десятьох побратимів, але сам загинув...».

## Нагороди
- Звання Герой України з удостоєнням ордена Золота Зірка (20 січня 2025, посмертно) — за особисту мужність і героїзм, виявлені у захисті державного суверенітету та територіальної цілісності України, самовіддане служіння Українському народові[4].